# Les Bolides de l'enfer
Les Bolides de l'enfer (Johnny Dark) est un film américain de George Sherman sorti en 1954.

## Synopsis
Johnny Dark vient de créer une nouvelle voiture. Le directeur de l’usine lui laisse croire qu’il est intéressé et fermement décidé à construire ce nouveau modèle, mais n’en fait rien. Pour prouver les performances de son bolide, Johnny Dark s’inscrit dans une course automobile dont il sort vainqueur.

## Fiche technique
- Titre français : Les Bolides de l'enfer
- Titre original : Johnny Dark
- Titre belge : Le Démon de la route
- Réalisation : George Sherman
- Scénario : Franklin Coen
- Photographie : Carl E. Guthrie
- Musique : Joseph Gershenson
- Montage : Edward Curtiss
- Producteur : William Alland pour Universal
- Année de réalisation : 1954
- Procédé : Technicolor
- Format : 1.85, 35 mm, Mono
- Durée : 90 minutes
- Pays de production :  États-Unis
- Dates de sortie : 
  - États-Unis : 22 juin 1954
  - France : 29 juin 1960
- Affiche : Guy-Gérard Noël (France)

## Distribution
- Tony Curtis (VF : Roland Ménard) : Johnny Dark
- Piper Laurie (VF : Micheline Cevennes) : Liz Fielding
- Don Taylor (VF : Pierre Fromont) : Duke Benson
- Sidney Blackmer (VF : Serge Nadaud) : James Fielding
- Paul Kelly (VF : Pierre-Louis) : Scotty
- Robert Nichols (VF : Pierre Trabaud) : Smitty
- Pierre Watkin (VF : Abel Jacquin) : Ed J. Wilson
- Ilka Chase (VF : Aline Bertrand) : Abbie Binns
- Russell Johnson : Emory
- Douglas Evans (VF : Gérard Férat) : Wellington
- Joseph Sawyer (VF : Jean Violette) : Carl Svenson
- Don C. Harvey (VF : René Arrieu) : l'annonceur de la course
- John Hiestand (VF : Claude Bertrand) : le speaker canadien
- John McKee (VF : William Sabatier) : le motard
- Ruth Hampton

## Anecdotes
- Dans la réalité, l'auto conçue par Johnny Dark est une Woodill Wildfire, c'est la première voiture de petite série avec une carrosserie en fibre de verre moulée d'une pièce[1].
- Pour la première fois dans l'histoire du sport automobile, des séquences de courses ont pu être filmées depuis un hélicoptère pour les besoins du film, grâce l'accord de la fédération SCCA[1].